# Haplosclerida
Haplosclerida je red kremenorožnjača. Ovaj red uključuje i slatkovodne i morske vrste. Sadrži sljedeće podredove i porodice:
- Podred Haplosclerina
  - Porodica Callyspongiidae de Laubenfels, 1936.
  - Porodica Chalinidae Gray, 1867.
  - Porodica Niphatidae Van Soest, 1980.
- Podred Petrosina
  - Porodica Calcifibrospongiidae Hartman, 1979.
  - Porodica Petrosiidae Van Soest, 1980.
  - Porodica Phloeodictyidae Carter, 1882.
- Podred Spongillina
  - Porodica Lubomirskiidae Rezvoi, 1936.
  - Porodica Malawispongiidae Manconi i Pronzato, 2002.
  - Porodica Metaniidae Volkmer-Ribeiro, 1986.
  - Porodica Metschnikowiidae Czerniawsky, 1880.
  - Porodica Palaeospongillidae Volkmer-Ribeiro i Reitner, 1991.
  - Porodica Potamolepidae O'Brien, 1967.
  - Porodica Spongillidae Gray, 1867.
  - Porodica Spongillina Nesiguran položaj Manconi & Pronzato, 2002.